# Клятная
Клятная, Клятна — река в России, протекает в Городском округе Семёновский Нижегородской области. Устье реки находится в 272 км по левому берегу реки Керженец. Длина реки составляет 10 км.
Исток реки в лесном массиве в 7 км к северо-востоку от посёлка Ивановский. Река течёт на юго-запад, всё течение проходит по ненаселённому лесу. Впадает в Керженец у посёлка Ивановский.

## Данные водного реестра
По данным государственного водного реестра России относится к Верхневолжскому бассейновому округу, водохозяйственный участок реки — Волга от устья реки Ока до Чебоксарского гидроузла (Чебоксарское водохранилище), без рек Сура и Ветлуга, речной подбассейн реки — Волга от впадения Оки до Куйбышевского водохранилища (без бассейна Суры). Речной бассейн реки — (Верхняя) Волга до Куйбышевского водохранилища (без бассейна Оки).
Код объекта в государственном водном реестре — 08010400312110000034455.